# أسغو (هيوغو)
مدينة أسغو (بالإنجليزية: Asago)‏ هي أحد المدن التابعة لمحافظة هيوغو. تأسست رسميًا في 01/04/2005. ويقدر عدد سكانها بـ 34084 نسمة حسب تقدير مكتب الإحصاء الياباني لعام 2012. تبلغ مساحة أسغو 402.98 كم2. بكثافة سكانية تبلغ 84.6 نسمة/كم2.

## توأمة
لأسغو (هيوغو) اتفاقيات توأمة مع كل من:
- بيرث [الإنجليزية]‏ [6]
- نيوبيرغ

## معرض صور

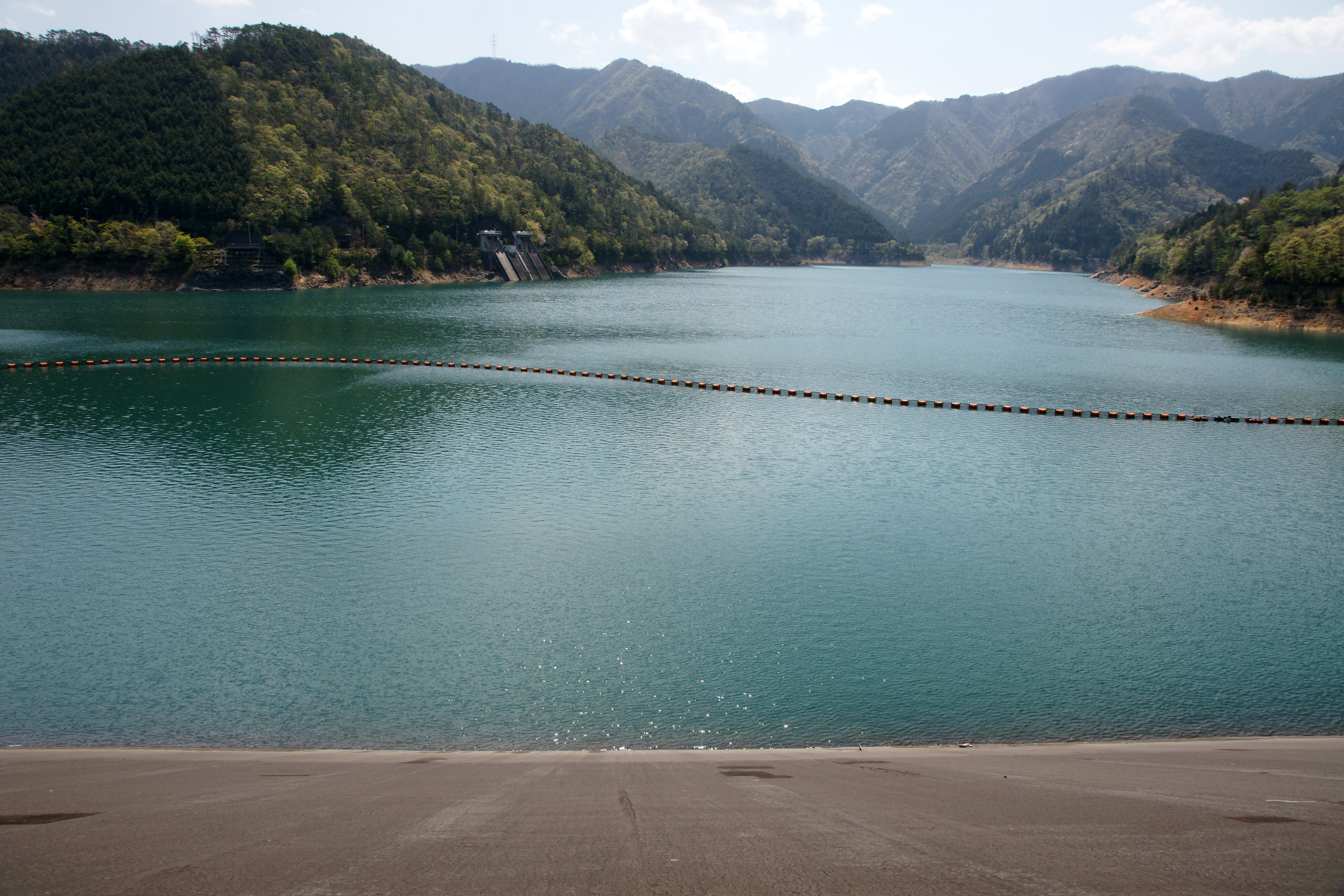
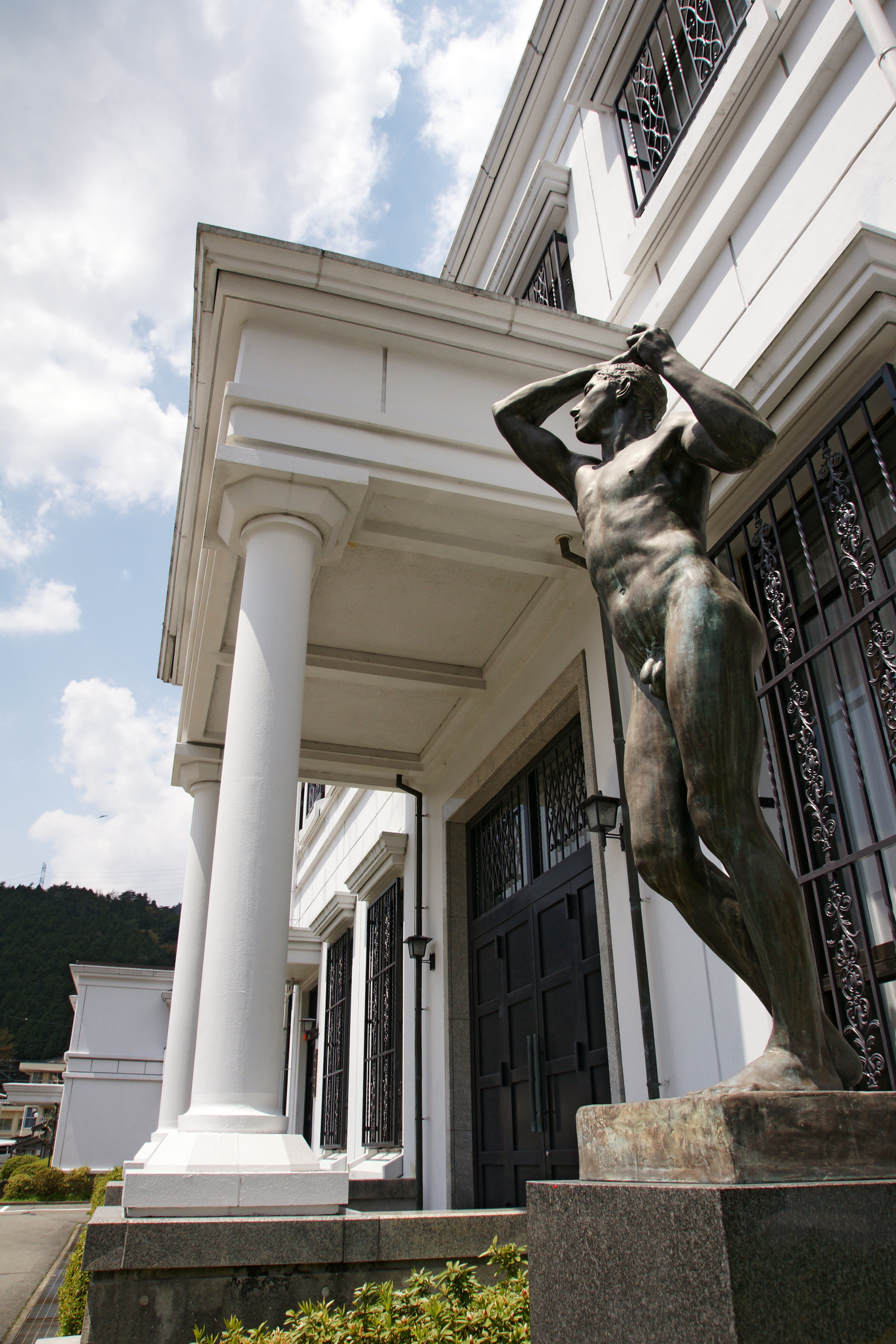
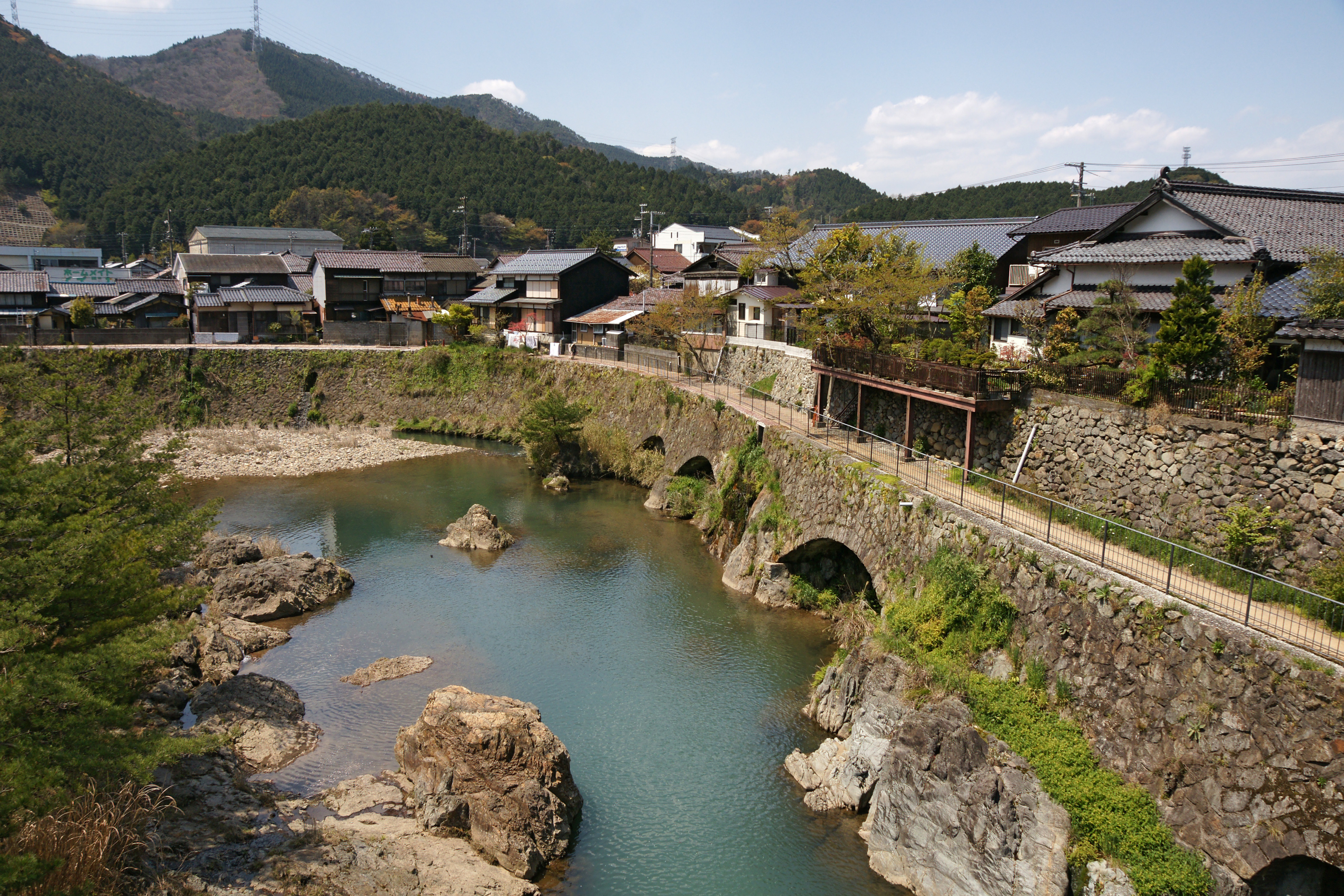
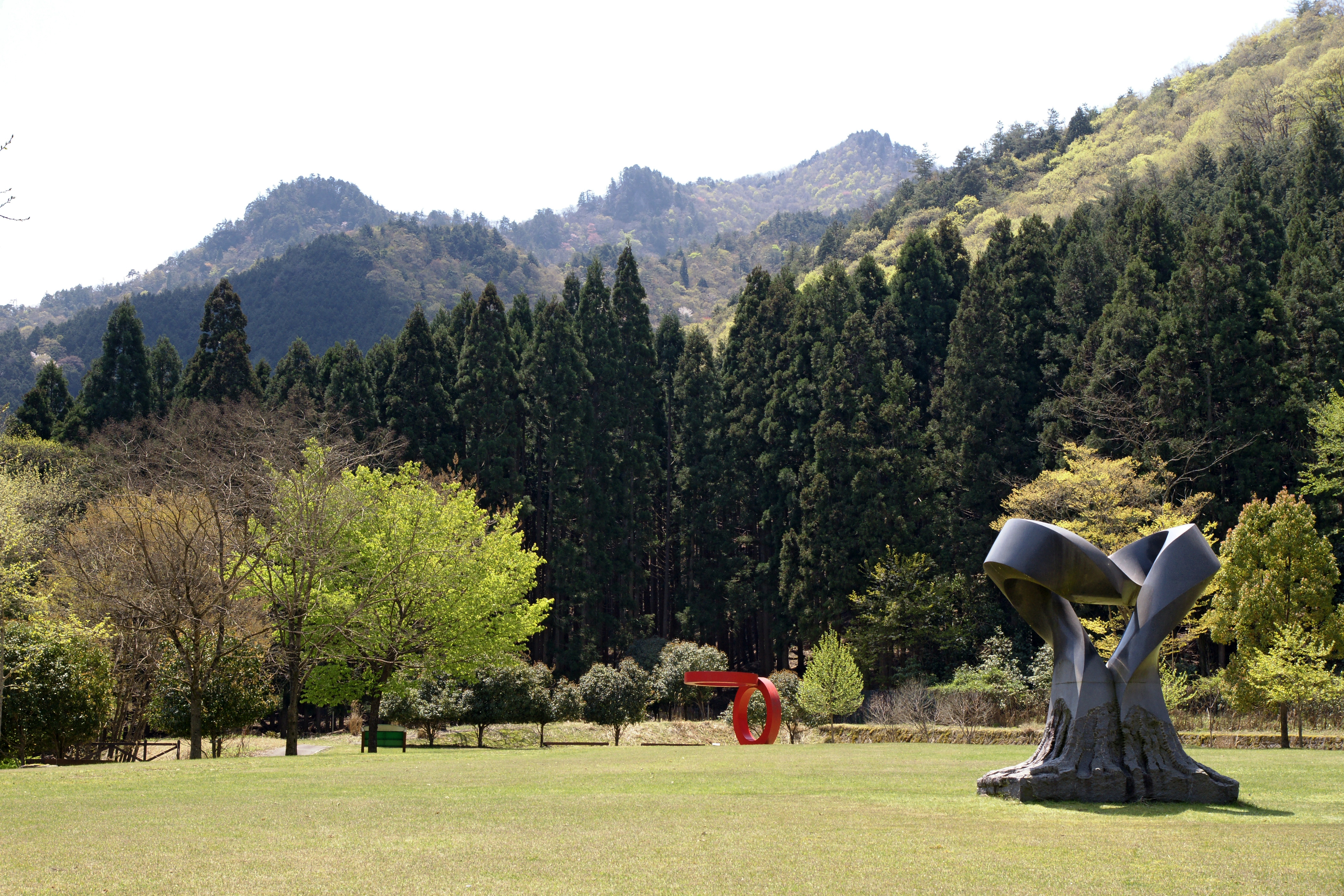